# Xã Badger, Quận Vernon, Missouri
Xã Badger (tiếng Anh: Badger Township) là một xã thuộc quận Vernon, tiểu bang Missouri, Hoa Kỳ. Năm 2010, dân số của xã này là 476 người.